# Josefa Kolářová
Josefa Kolářová (1892 České Budějovice – 1943 Koncentrační tábor Osvětim) byla účastnice komunistického odboje v Československu během druhé světové války.
Začátkem 20. let 20. století byla spoluzakladatelkou místní organizace Komunistické strany Československa v Českých Budějovicích. Zahynula v koncentračním táboře.
V Českých Budějovicích je po ní pojmenována ulice na okraji sídliště Vltava.